# Mühlen auf Bornholm
Die Mühlen auf Bornholm liegen in drei Gruppen im Norden, Osten und Süden der Insel. Sie bestehen aus einer Anzahl gut erhaltener Wasser- und Windmühlen; darunter drei Bockwindmühlen und 13 holländische Mühlen sowie einigen baufälligen oder unbeflügelten Mühlen, wie die Limesgade Mølle.

## Wassermühlen (dänischVandmøller)

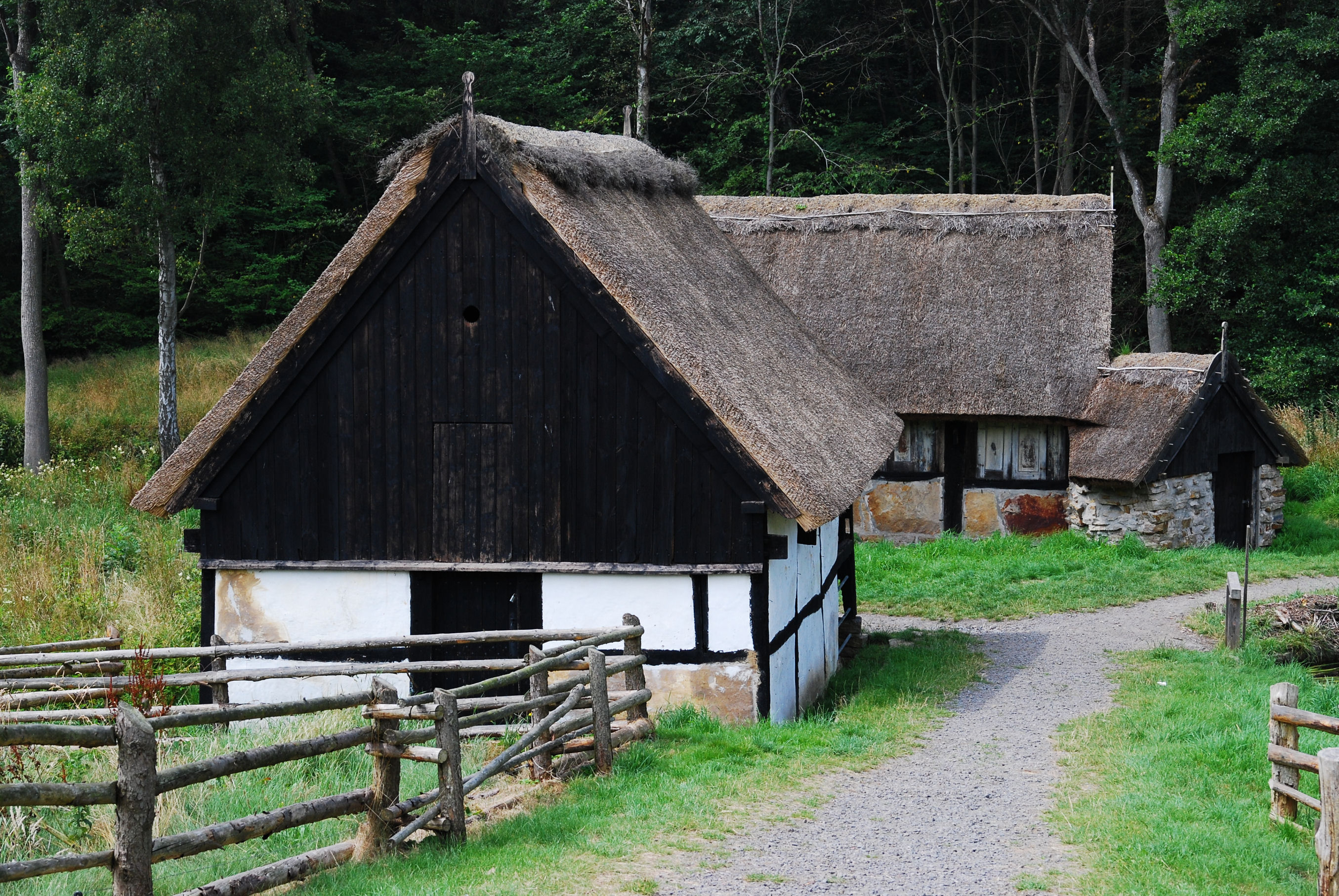
Slusegårds Vandmølle

Vor Jahrhunderten hatte Bornholm noch viele Wassermühlen. Die älteren, ehemals in Nordeuropa stark verbreiteten Horizontalmühlen, so genannten „Platschen-Mühlen“ (dänisch Plaskemøller) wurden durch den heutigen Typ der Wassermühlen mit vertikalem Wasserrad ersetzt. Heute existieren noch drei intakte Mühlen dieser Art an der Øle Å:
- Ågårds Vandmølle
- Slusegårds Vandmølle
- Vang Vandmølle, stammt von 1811, wurde bis 1905 betrieben und 1927 als Erste unter Schutz gestellt

## Windmühlen (dänischVindmøller)
Die Bockwindmühle wurde im 16. Jahrhundert auf Bornholm eingeführt. Bei dieser Art Mühle wird der gesamte Mühlenkörper in den Wind gedreht. Heute existieren nur noch drei betriebsfähige Bockwindmühlen auf der Insel:
- Bechs Mølle in Svaneke ist die älteste Windmühle Dänemarks.
- Egeby Mølle in Åker
- Tejn Mølle.

Die holländischen Mühlen (auch Holländer genannt) wurden auf Bornholm Mitte des 18. Jahrhunderts eingeführt. Bei der holländischen Mühle wird nur die Mühlenhaube mit den Flügeln in den Wind gedreht. Von dieser Bauart existieren heute noch 13 Mühlen auf der Insel:

Mühlen
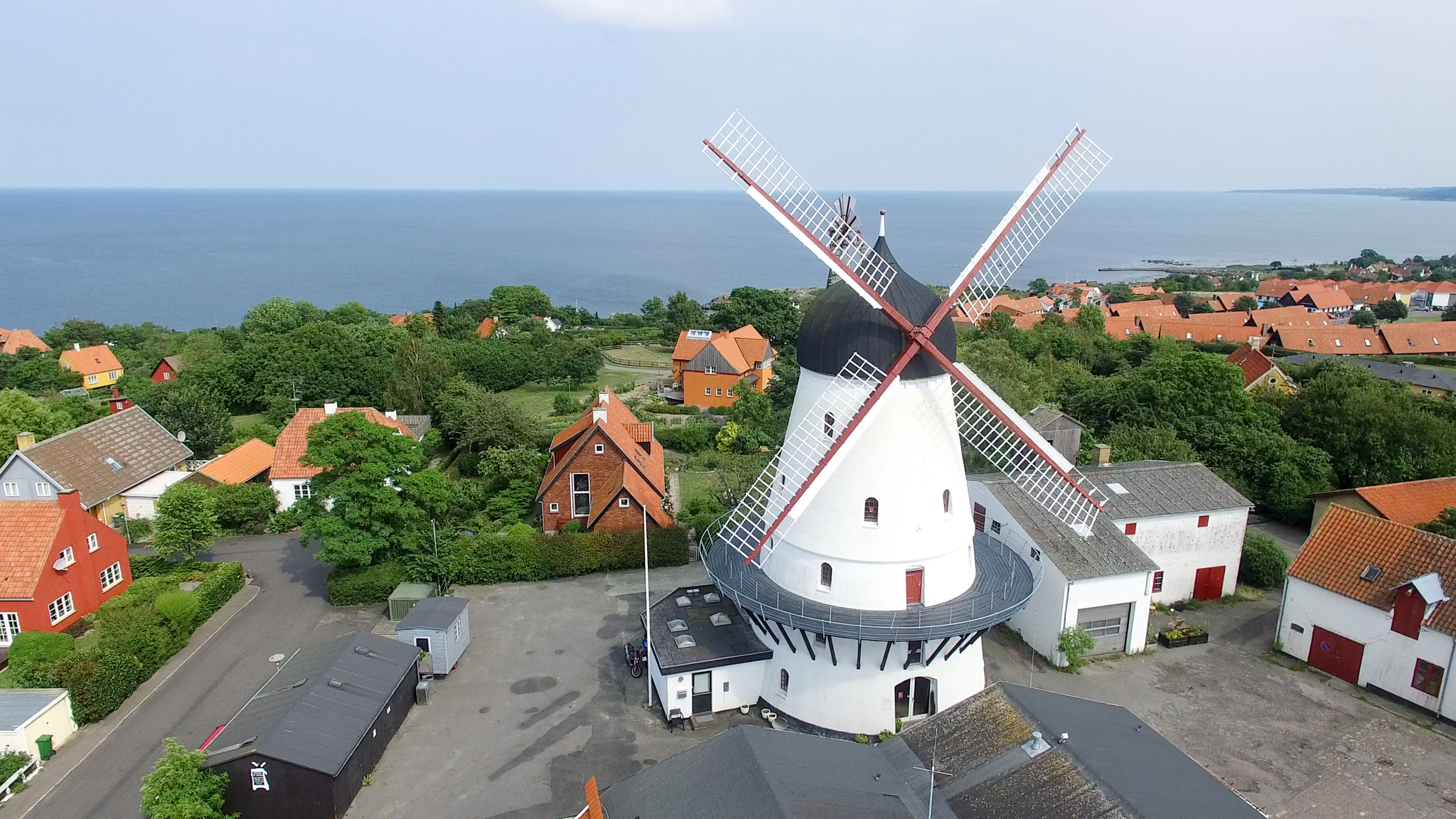
Gudhjem Mølle, Luftbild
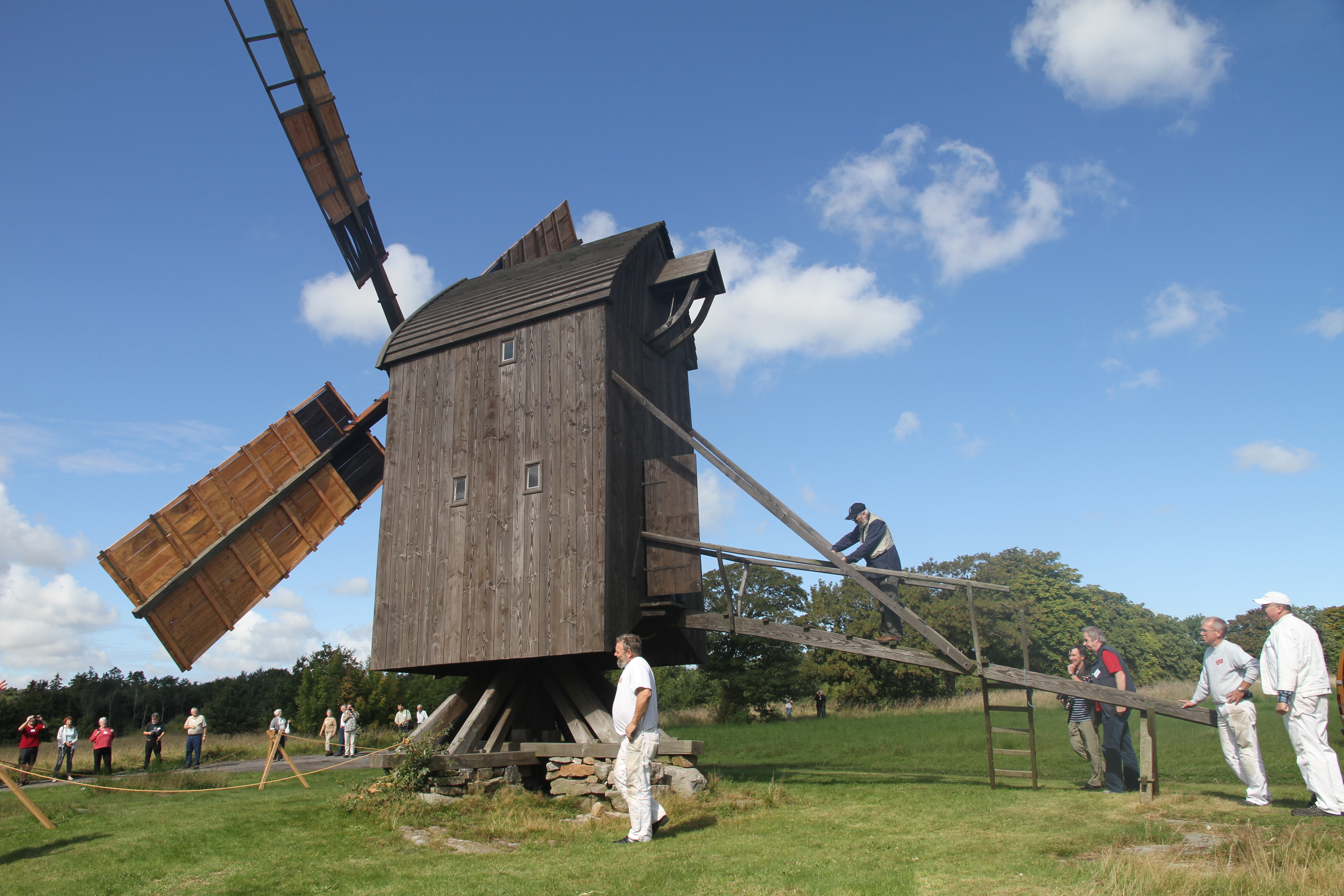
Egeby Mølle
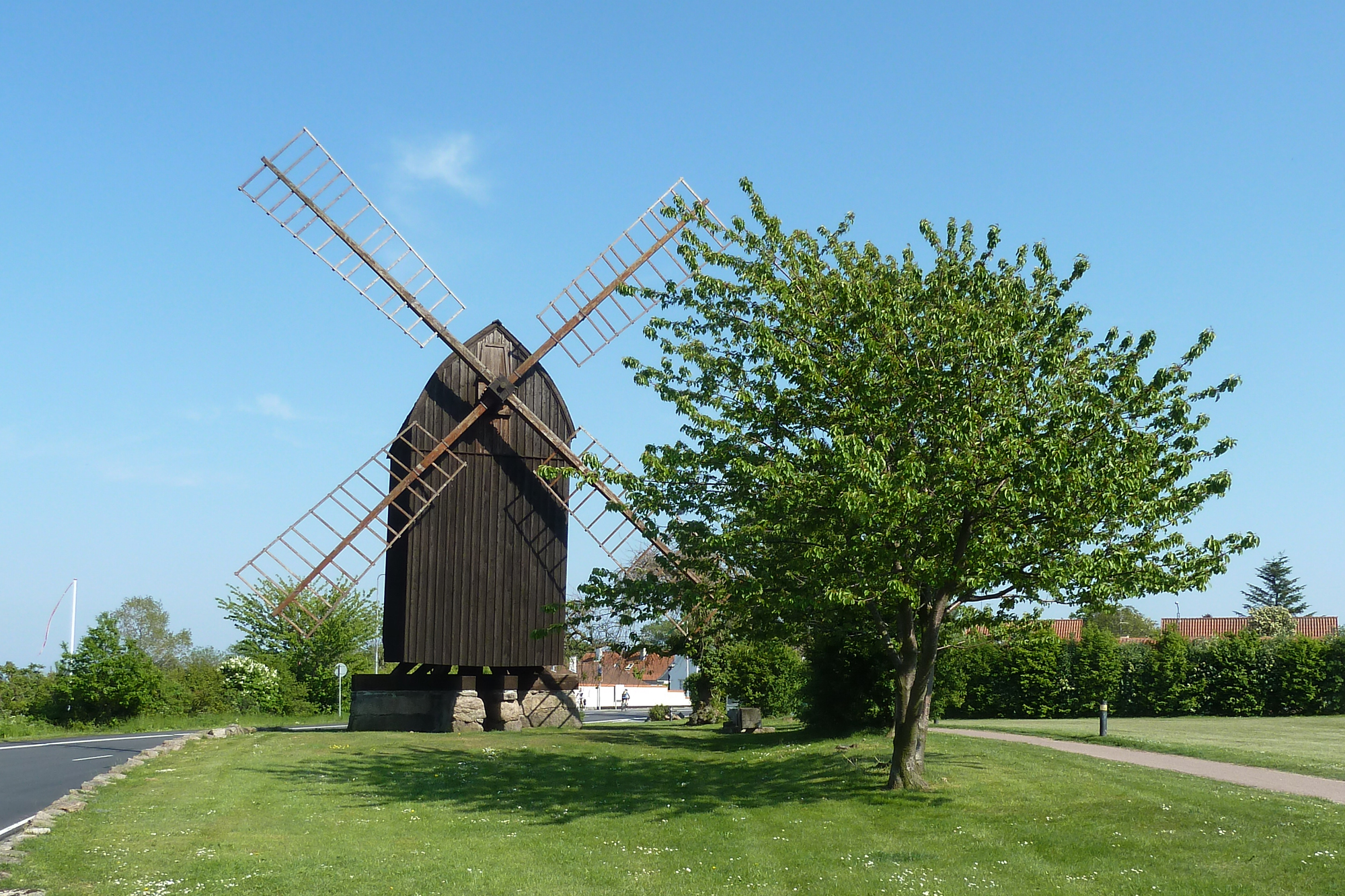
Bockwindmühle in Svaneke
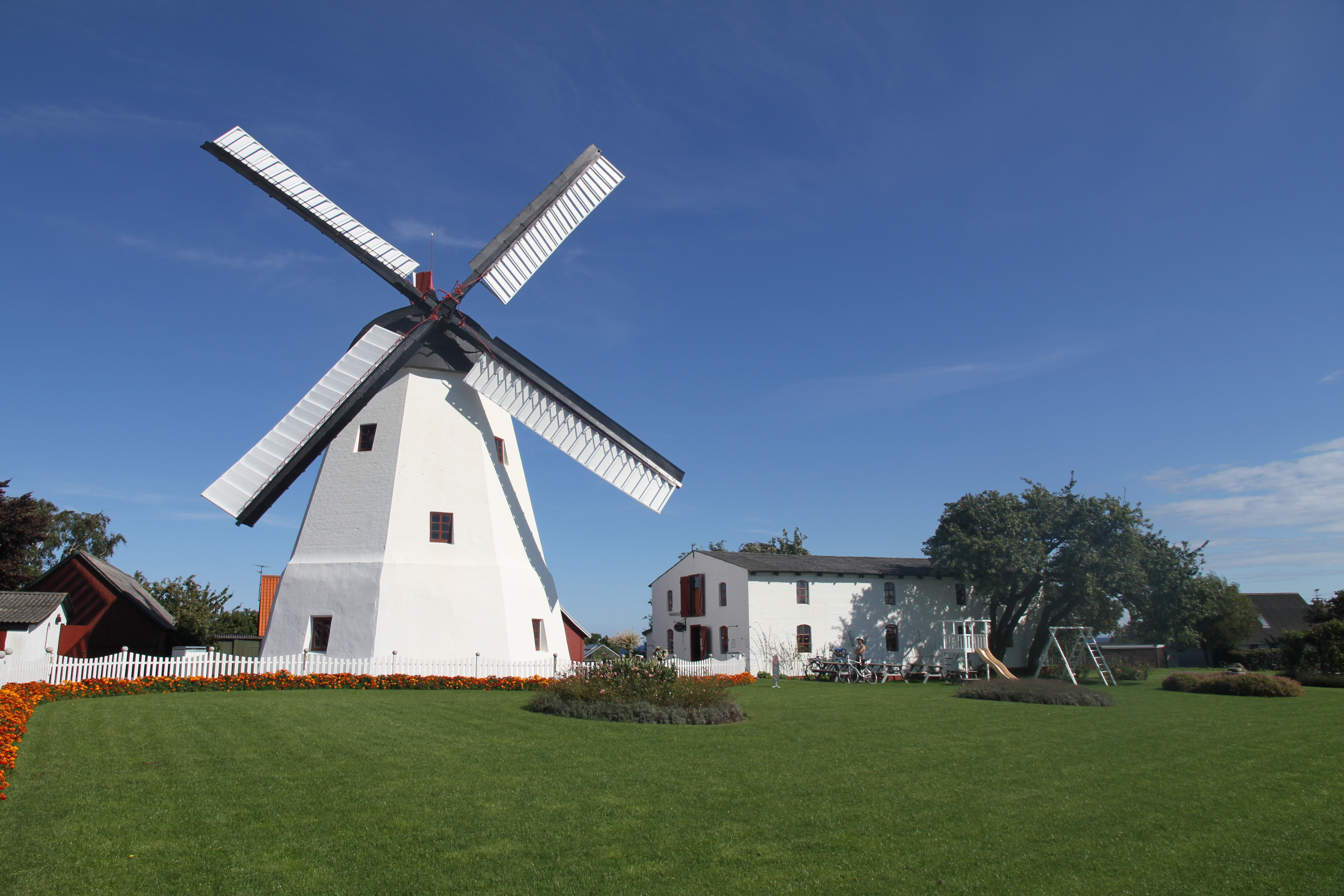
Årsdale Mølle
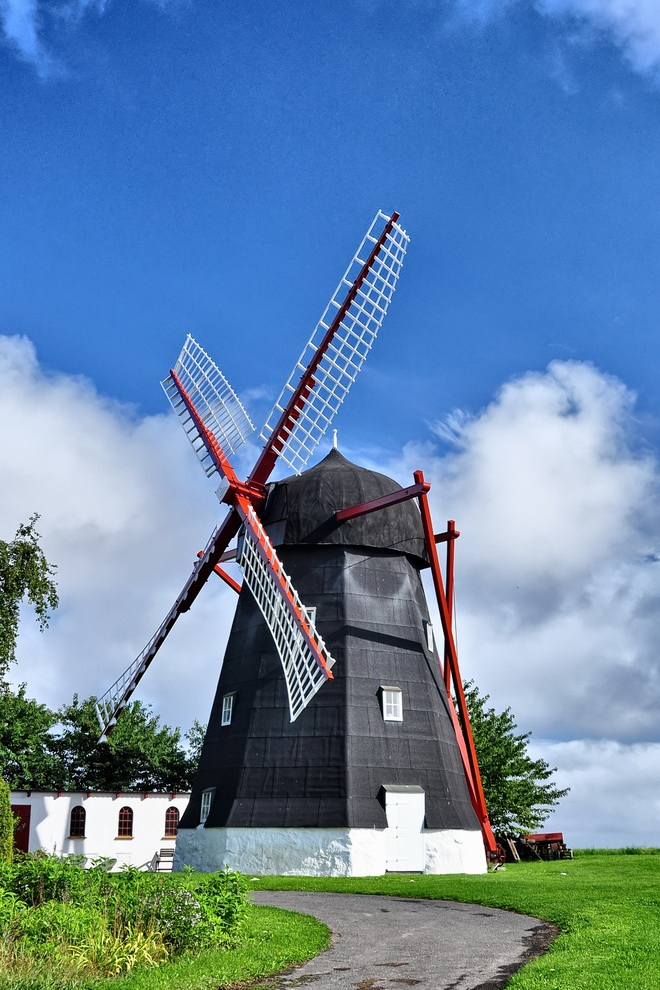
Kuremøllen
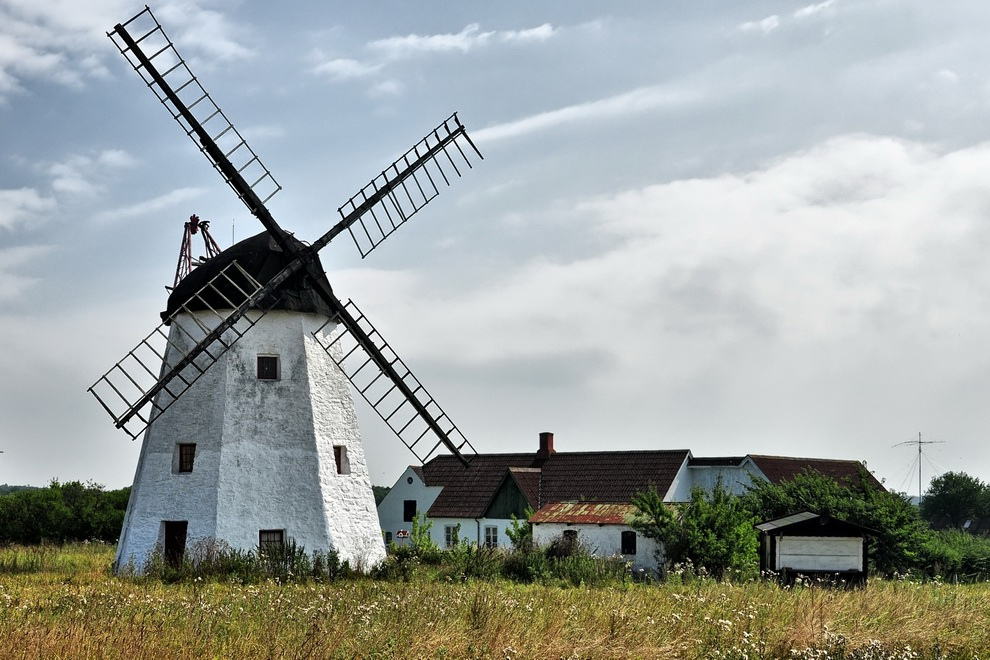
Myreagre Mølle
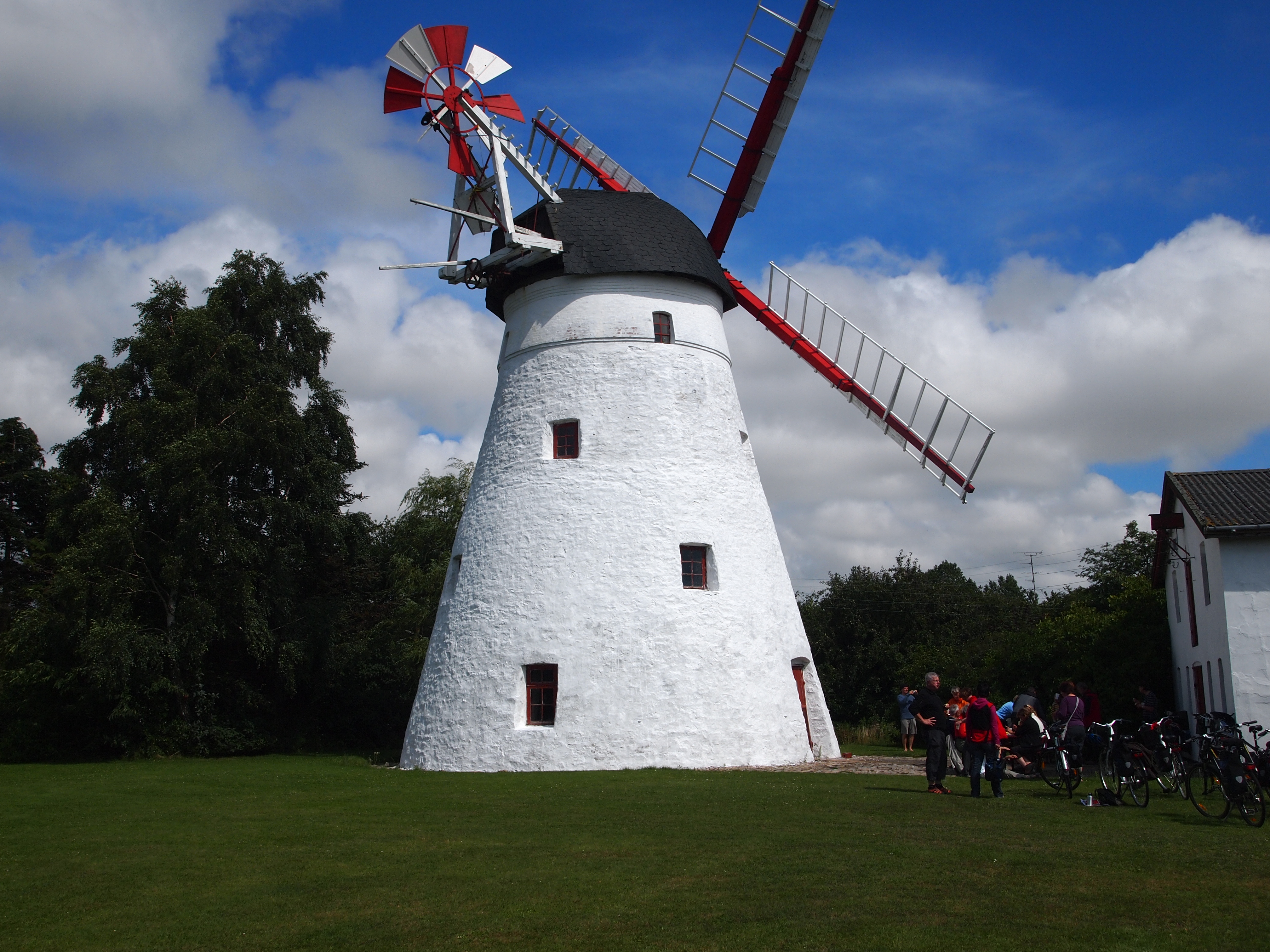
Pedersker Kirkemølle
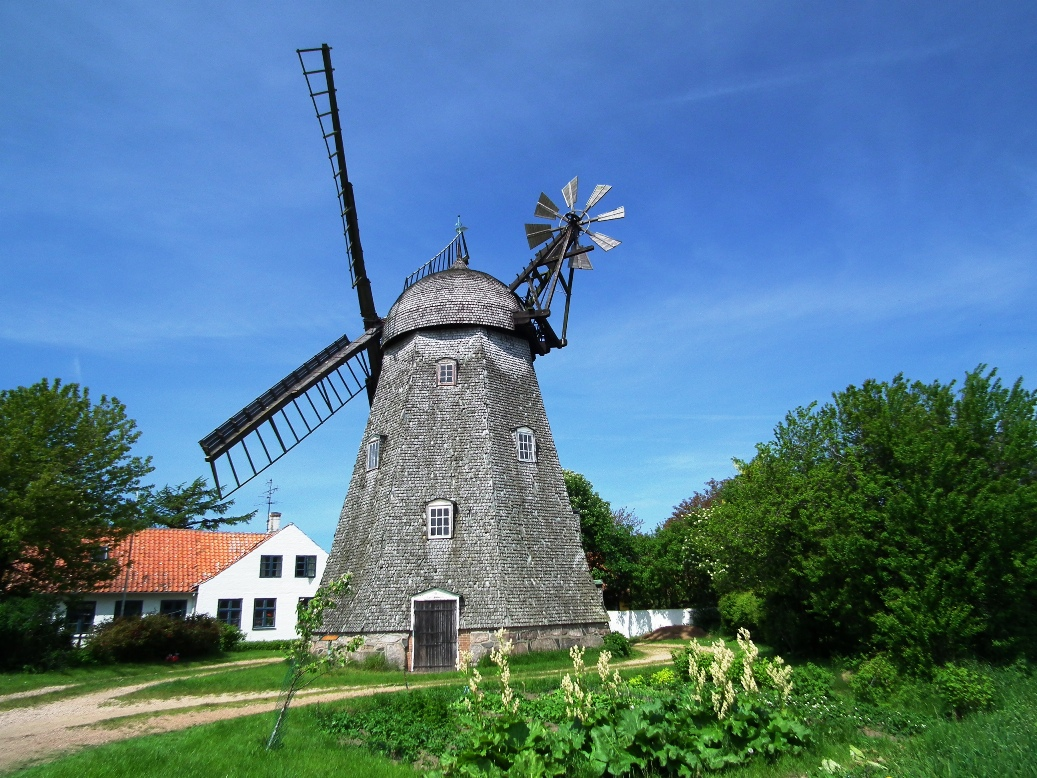
Svanemøllen

- Årsdale Mølle, im Fischerdorf Aarsdale,
- Bakkemøllen in Nexø,
- Bornholms Valsemølle in Aakirkeby,
- Bymøllen in Rutsker (inzwischen abgerissen)
- Gudhjem Mølle, am Møllebakken in Gudhjem ist ein Cafe
- Kirkemøllen in Pedersker,
- Kuremøllen in Østermarie,
- Limensgade Mølle in Åker,
- Myreagre Mølle zwischen Aakirkeby und Nexø,
- Røbro Mølle in Rø.
- Saxebro Mølle in Åker,
- Stenby Mølle in Rø,
- Svanemøllen in Svaneke